# Materiaalkunde

Materiaalkunde-viervlak, soms aangetroffen met "karakterisering" in het midden

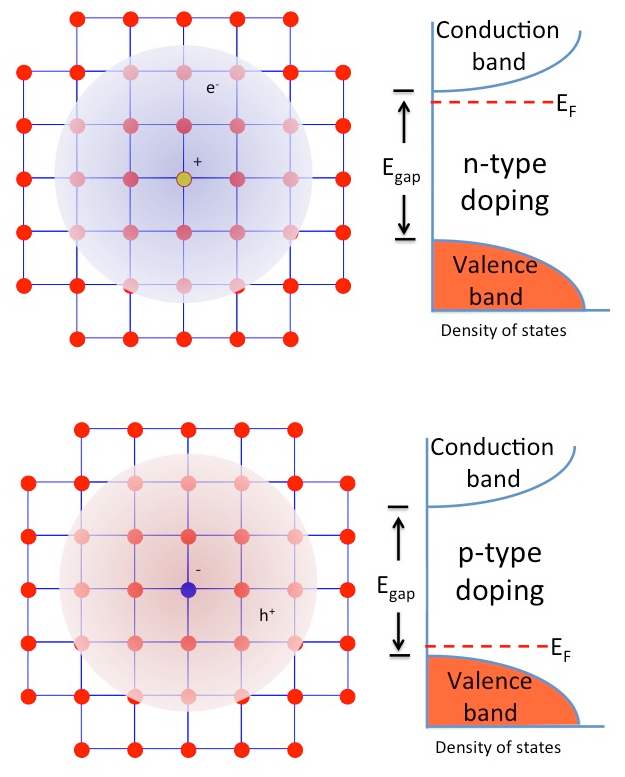
Twee vormen van doteren van halfgeleiders: n-type (boven) en p-type (onder).

Materiaalkunde is een interdisciplinair natuurwetenschappelijk vakgebied, dat de samenstelling en structuur van materialen bestudeert, en hun daaruit voortvloeiende materiaaleigenschappen. Daarnaast behoort ook de ontwikkeling van nieuwe materialen, voor bijvoorbeeld de ruimtevaart en de biomedische technologie, tot haar taken. Iemand die de studie materiaalkunde heeft volbracht wordt een materiaalkundige of materiaalkundig ingenieur genoemd.

## Opeenvolgende technologische tijdperken
De materiaalkunde heeft een lange geschiedenis. De ontwikkeling van de mensheid is altijd direct verbonden geweest met de op enig moment beschikbare technische kennis. In de prehistorie ging het daarbij vooral om het bewerken van materialen tot gereedschap. Prehistorische beschavingen als de steentijd, bronstijd en ijzertijd worden aangeduid met de namen van de gereedschapsmaterialen die achtereenvolgens voor deze beschavingen bepalend waren. Met de toenemende kennis van de eigenschappen van bestaande materialen, komt de mogelijkheid nieuw materiaal te ontdekken en ontwikkelen, en breekt op een gegeven moment een nieuw technologisch tijdperk aan. 

### Opkomst van de materiaalkunde als vakwetenschap
Na de Tweede Wereldoorlog werd een nieuw wetenschappelijk vakgebied ontwikkeld, dat de natuurwetenschappelijke vakgebieden, met name de natuurkunde en scheikunde, met de toegepaste technologie en werktuigbouw moest verbinden. Dit leidde tussen 1940 en 1950 tot de vorming van het interdisciplinair vakgebied der materiaalkunde, dat de ontwikkeling van nieuwe materialen voor technologie en constructie onderzoekt. In de twintigste eeuw was de productie van zonnecellen en andere geavanceerde elektronica niet mogelijk geweest zonder de halfgeleidertechnologie, die eind negentiende eeuw was ontwikkeld.

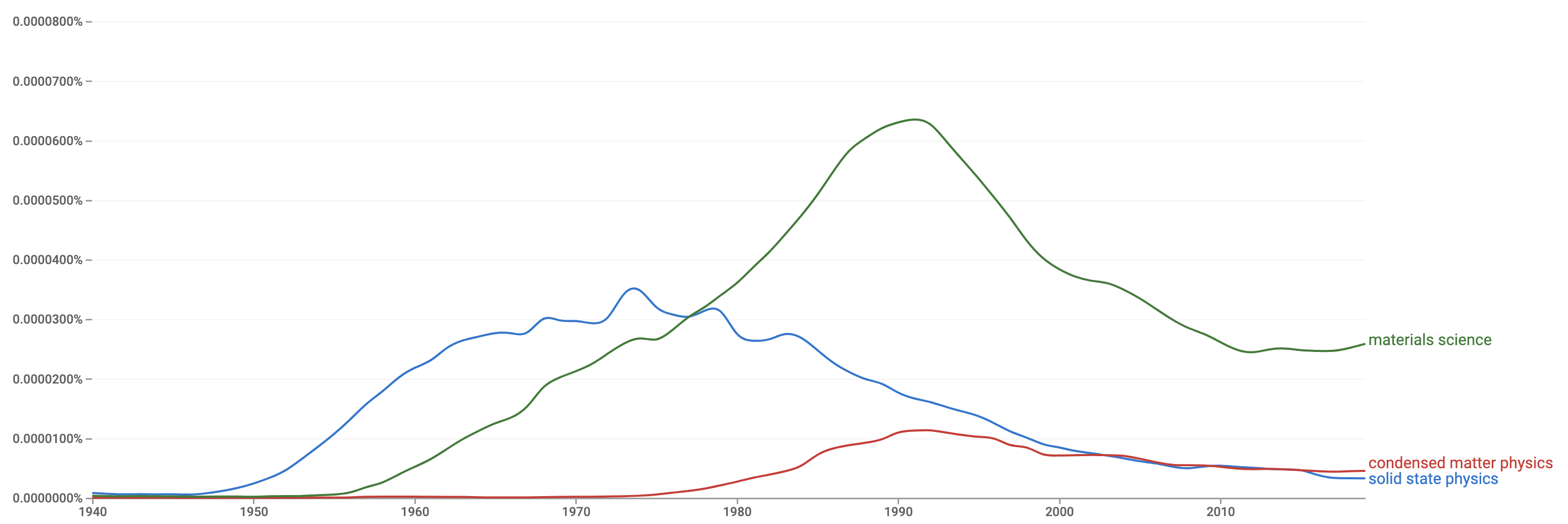
Dit Google Ngram Viewer-diagram geeft de zoektermen weer voor het gebruik van de terminologie voor onderzoek naar complexe materie (1940-2018).

## Vastestofleer
De materiaalkunde kwam ongeveer tegelijk met de vastestoffysica op, tussen 1940 en 1950. Na de ontdekking van nieuwe gecondenseerde aggregatietoestanden, naast de bekende vaste stof en vloeistof, kwam rond 1975 de term 'fysica van de gecondenseerde materie' in plaats van de term  'vastestoffysica'. De materiaalkunde had een aantal goede lobbyisten, waardoor het vakgebied in de Koude Oorlog bijna de gehele financiering en fondsen van wetenschappelijk onderzoek naar nieuwe materialen in beslag nam; zie de overgang rond 1975 in het diagram hiernaast. Dit is de reden dat onderzoek dat van oudsher viel onder de vastestoffysica, tegenwoordig valt onder de materiaalkunde. Er zijn enkele uitzonderingen, waar vastestoffysica valt onder de fysica van de gecondenseerde materie, of waar het wel een op zichzelf staande afdeling is.

## Materiaalfocus

Vergelijkingsdiagram van de sterkte van verschillende typen materialen afgezet tegen de dichtheid
metalen
keramisch
keramisch
polymeren
composieten

### Hoofdklassen
De klassieke materiaalkunde omvat de technologische en technisch-wetenschappelijke studie van de volgende vier hoofdklassen van materialen, ingedeeld op basis van hun structuur:
- metalen met de metallurgie,
- technische keramieken en glas,
- kunststoffen (polymeren) en elastomeren,
- composieten, samenstelling van materiaalsoorten.

Deze vier materiaalklassen hebben ieder hun eigen karakteristieke materiaaleigenschappen, zoals warmtegeleidbaarheid, elektrische geleidbaarheid en sterkte.

### Moderne materialen
De voortschrijdende technologie heeft daarnaast nieuwe groepen van materialen in de materiaalkunde opgeleverd met synthetisch verkregen eigenschappen. Denk hierbij aan optische, kristallijne, magnetische of elektrotechnische eigenschappen. Dat zijn:
- halfgeleiders en supergeleiders,
- vloeibare kristallen,
- biomaterialen voor biomedische toepassingen,
- slimme materialen of smart materials.

### Materialen buiten de scope
Er kan worden opgemerkt dat er veel soorten materialen ontbreken tussen de bovengenoemde. Er zijn dan ook veel materialen die, ondanks dat de naam dat wel doet vermoeden, niet bij de materiaalkunde worden ingedeeld. Denk hierbij aan veel organische en niet-technische materialen, zoals:
- klassieke keramieken,
- natuurproducten:
  - hout, textiel, papier, dierlijke producten, voedsel, cosmetica, gesteenten,
- biochemische en biologische materialen.

Over het algemeen vallen ook materialen die zich in de vloeibare- of gasfase bevinden, buiten de scope van de materiaalkunde. Dit onderscheidt de materiaalkundige van de scheikundige, die zich juist focust op de reacties tussen stoffen in de vloeibare- en gasfasen. Er zijn natuurlijk uitzonderingen op deze regel, maar in principe wordt een materiaalkundige opgeleid tot de kennis van, en toepassing van, technische, anorganische, kristallijne materialen, in de vaste toestand.

## Vakgebied der materiaalkunde

### Tweesplitsing
Het vakgebied der materiaalkunde onderscheidt zich ruwweg in een theoretisch en een praktisch deel, oftewel de materiaalkunde gezien als natuurwetenschap en  als technische wetenschap. De theoretische tak onderzoekt de structuur van een bepaald materiaal en de eigenschappen die daaruit voortvloeien. De praktische tak past deze kennis vervolgens zodanig toe dat het bewerkte materiaal de gewenste eigenschappen krijgt voor een gebruiksproduct. Naast structuur en eigenschappen van materialen, houdt materiaalkunde zich ook bezig met hun productie, en met het evalueren van hun prestaties op de werkplaats.
Deze tweesplitsing komt ook naar voren als het gaat om de ontwikkeling van nieuwe materialen. Traditioneel worden nieuwe materialen uitgevonden tijdens onderzoeken op microscopische- of nano-microscopische schaal. Materialen worden bestudeerd om nieuwe materiaaleigenschappen te kunnen ontwikkelen, ook wel science-led genoemd. Dit onderzoek valt op veel plekken samen met de studie van de vastestoffysica. Daartegenover staat de ontwikkeling van nieuwe materialen voor een vooraf bepaalde, specifieke toepassing of verbetering, Dit onderzoek wordt ook wel design-led genoemd.
Tussen beide disciplines zit veel overlap, en onderzoek in beide subdisciplines wordt vaak door dezelfde materiaalkundige uitgevoerd; echter is de tweesplitsing duidelijk aanwezig.

De vaste materiaalstructuur van twee voorwerpen op macroscopische, microscopische en nanoscopische schaal van (boven) een geordende kristallijn metaal en (onder) een geordende semikristallijne polymeer

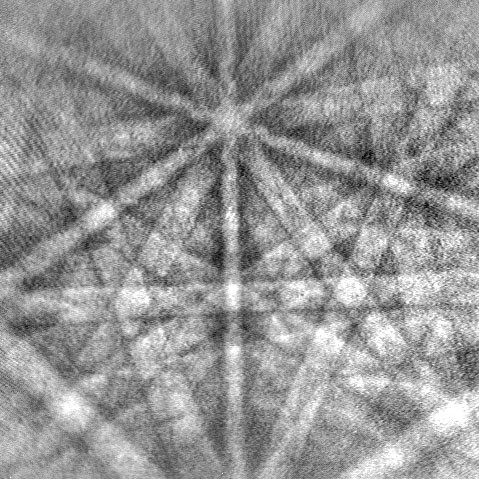
Kikuchi-lijnen in een diffractiepatroon

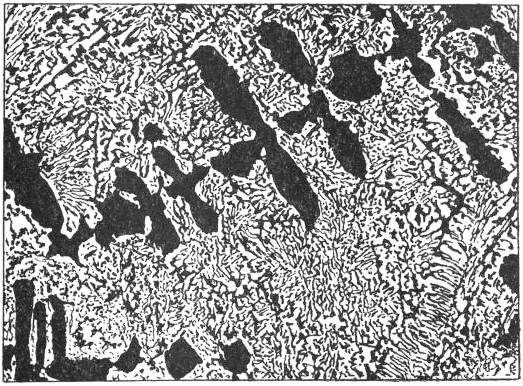
Microstructuur van hypo-eutectisch staal

Fasediagram en microstructuren van koolstofstaal en gietijzer

### Fundamentele disciplines
De materiaalkunde kent vier fundamentele subdisciplines, op basis van de verschillende materialen:
- metallurgie (metaalonderzoek),
- technisch keramiek,
- kunststoftechnologie,
- composiettechnologie.[5]

De metallurgie en de studie naar keramieken hebben reeds een lange geschiedenis. Aangezien basisprincipes en technieken van beide gebieden gelijk zijn, vormen zij samen het fundament van het vakgebied der materiaalkunde. Met name staal heeft een prominente plaats binnen het vakgebied. Van oudsher valt de productie en ontwikkeling van polymeren onder de petrochemie. De technische toepassingen, mechanische eigenschappen en de verwerking tot composieten, vallen wel weer onder de composiet- en kunststoftechnologie, binnen de materiaalkunde.

### Theoretische discipline
De theoretische materiaalkunde omvat de volgende natuurwetenschappelijke subdisciplines, die de materiaalstructuur (kristalstructuur en microstructuur) onderzoeken en de eigenschappen die daaruit voortkomen:
- kristallografie:
  - bestudering van de effecten van roosterdefecten (onzuiverheden en dislocaties)
  - diffractie, spectroscopie en microscopie voor het identificeren van fasen
- materiaalkarakterisering en -analyse (microscopie, diffractie, calorimetrie, spectroscopie):
  - niet-destructief onderzoek
  - destructief onderzoek
- materiaalontwikkeling
- thermodynamica, kinetica en fysische transportverschijnselen
- statica, dynamica en mechanica

### Toegepaste discipline
De technische materiaalwetenschap richt zich vooral op onderzoek naar de toepassing van materialen, dus de studie naar materiaaleigenschappen bij industriële productieprocessen, en materiaalontwikkeling voor een van tevoren bekende toepassing:
- bewerkingsprocessen: 
  - gieten, walsen, lassen, ionenimplantatie, kristalvorming, thin film-depositie (sputteren), sinteren, glasblazen
- warmtebehandelingen: 
  - temperen, gloeien, afschrikken
- thin films (dunne lagen) en coatings[6]
- lijmen, verbindingstechnieken en additive manufacturing [7]
- mechanisch gedrag van materialen (statica, dynamica en mechanica):[8]
  - onderzoek naar corrosie,[9] breuk en ander vormen van materiaaldegradatie
  - breukmechanica en -leer
- oppervlakwetenschap:[10]
  - tribologie
  - ander onderzoek naar oppervlakken en fasegrenzen

### Moderne disciplines
Halverwege de twintigste eeuw zijn er, naast de klassieke domeinen van de materiaalkunde, nieuwe onderzoeks- en toepassingsvelden aan het vakgebied toegevoegd:
- computationele materiaalkunde:[11]
  - computersimulaties, numerieke modellen en andere voorspellende modellen[12]
  - materiaalkeuze en materiaalinformatica
    - materiaal-databases met materialen en hun eigenschappen (meestal kunnen deze databasen worden gekoppeld aan de computerprogramma's voor simulatie en modelleren)[13][14]
    - kosten/baten-analyses voor de industriële productie van materialen
- ontwikkeling van materialen in de micro-elektronica, plus het grootste deel van de (pas opgekomen) vastestofleer:[1][15]
  - onderzoek en ontwikkeling van geleiding door materialen, zoals halfgeleiders, supergeleiding, magneten
- materiaalonderzoek aan kunstwerken en archeologische objecten[16]
- recycling, duurzaamheid en materiaalschaarste[17]

### Interdisciplinair en verwant onderzoek
Door de grote vraag vanuit de technologische ontwikkeling is er in veel vakgebieden vraag naar een meer specifieke materiaalkennis. Dit resulteert in een aantal interdisciplinaire en verwante onderzoeks- en toepassingsvelden:
- nanotechnologie
- biomateriaalkunde en biomedische materiaalkunde[18]
- materiaalkunde voor de lucht- en ruimtevaarttechniek
- mineralogie
- supramoleculaire chemie

## Websites
Materiaalkunde aan de Nederlandse en Vlaamse universiteiten:
- MSc Materiomics - Universiteit Hasselt, opleiding om nieuwe, innovatieve en duurzame materialen te ontwikkelen
- MSc Materials Science & Engineering - TU Delft, master Materiaalkunde binnen de faculteit 3mE
- The Zernike Institute for Advanced Materials - Rijksuniversiteit Groningen
- Departement Materiaalkunde - KU Leuven
- Vakgroep Metallurgie en materiaalkunde - UGent